# Sphegina hansoni
Sphegina hansoni är en tvåvingeart som beskrevs av Thompson 1966. Sphegina hansoni ingår i släktet midjeblomflugor, och familjen blomflugor.
Artens utbredningsområde är Nepal. Inga underarter finns listade i Catalogue of Life.